# Pimus desiccatus
Pimus desiccatus là một loài nhện trong họ Amaurobiidae.
Loài này thuộc chi Pimus. Pimus desiccatus được miêu tả năm 1972 bởi Leech.